# نهضت روحانیون ایران
نهضت روحانیون ایران، کنابی است تاریخی تالیف علی دوانی.
دوانی با پیروزی انقلاب اسلامی، به جمع آوری منابع تاریخی، اعلامیه‌ها و بیانیه‌ها همت گماشت. پس از گردآوری منابع، کتاب ۱۰ جلدی «نهضت روحانیون ایران» را در سال ۱۳۵۸ منتشر کرد که از آثار قابل توجه وی در زمینه تاریخ انقلاب اسلامی می باشد.

## مشخصات کتاب
- نام کتاب: نهضت روحانیون ایران در ۵ مجلد،
- موضوعات: (سربداران، ، جنبش جنوب، نهضت جنگل، پهلوی اول (مدرس)، پهلوی دوم (کاشانی) و انقلاب اسلامی (خمینی))
- توسط: علی دوانی،
- ناشر: مرکز اسناد انقلاب اسلامی - تهران،
- چاپ دوم، ۱۳۷۷ شمسی،
- قطع: وزیری،
- تعداد صفحه: ۲۹۶۸،
- رده کنگره: ۹ن۹د/1413 DSR،
- شابک: ۹۶۴-۶۱۹۶-۱۵-۲،
- کلیدواژه‌ها: تاریخ ایران قرن ۱۴، جنبش‌های اسلامی، انقلاب مشروطه ۱۳۲۴ - ۱۳۲۷ ق، انقلاب اسلامی ایران ۱۳۵۷، روحانیت و سیاست.